# Québreizh
Québreizh est un groupe franco-canadien de folk, originaire de Bretagne, en France. 

## Histoire
Le groupe Québreizh est formé en 1977 en Bretagne par Jean-Marie Moncelet,. Son nom évoque à la fois le Québec et la Bretagne.
Le groupe sort un seul et unique album, intitulé Québreizh, paru au Canada en disque vinyle le 4 octobre 1977 sur le label canadien Le Tamanoir et en France  en mars 1978 sur le label L'Escargot.

## Membres
- Jean-Marie Moncelet : voix, dulcimer, flûtes irlandaises, sabots
- Yvon Dumont : voix, guitare 12 cordes, auto-harpe
- Bernard Cormier : violon
- Pierre Gauthier : mandoline, guitare classique
- Gilles Plante : cromorne, bombarde bretonne
- Paul Picard : percussions

## Discographie
- 1977 : Québreizh[3]